# 無責任魔法少女マホ
『無責任魔法少女マホ』（むせきにんまほうしょうじょマホ）は、かまだいつきによる日本の漫画作品。
『ライブドアデイリー4コマ』にて2008年11月6日～2011年8月26日まで連載された。

## 概要
魔法少女物であるお約束を一通り押さえつつも毒とほのぼのを含有した作品である。

## キャラクター
マホ
中学生。鉄の2.5倍重い金属で出来た魔法のステッキで変身。空を飛ぶ事が出来る。
政府予算にはマホへの依頼料金も含まれており、広報モデルを務める事もある。
口がわるく金にうるさいところもあるが、溝から出られない猫を助けるなど根は優しい模様。
ユイナ
マホのライバル。中学生離れしたスタイル。秘密組織BMの女幹部。学校ではクラスメイト。
日本がダメになるという思いから日本征服を企てている。戦闘員からの呼び名はユイナ様。
幼稚園バス乗っ取り未遂事件ほか、マホによってことごとく失敗している模様。
ルリテ
中学生。魔法少女養成所出身。マホを監視する任務を遂行している。
マホのクラスに転入してきた。BMに戦いを挑んで負けたことがある。
大介
謎の生物。マホをサポートしている。魔法のステッキを体内に保管が出来るが、その時はマホは受け取りを拒否した。
鼻と思われるところに触れると、触れた人物に変身できる。
ネットゲームのチャットでは109分裂で究極速度を行った。
総統閣下
ユイナのおじい様。スモークで登場するので顔は見えない。
見ただけでユイナの3サイズを誤差1cm以内で当てる。
家業が好調なので「BMやめちゃう？」とユイナに言った事がある。
ニセマホ
秘密結社BMのオーバーテクノロジー。下っ端四号を流用した。
既にニセマホに変身して半年が経過。量産型ニセマホによる集団攻撃も可能。
戦闘員二号
戦闘員三号
女性戦闘員。貧乳同士でマホに寝返った事がある
戦闘員四号
下っ端五号が昇進した。
戦闘員九九号
唯奈のクラスメートの女子学生。母親から戦闘員の地位を引き継いだ。
戦闘員百号
唯奈のクラスメートの男子学生。BMでは草野球をするときぐらいしか参加しないが同様の下っ端が多数存在する模様。
ケン
ルリテをバックアップする整備班に所属。ルリテの幼馴染。